# Gustavo Díaz Flores
Gustavo Jesús Díaz Flores (Turrialba, 21 de marzo de 1992) es un futbolista costarricense que se desempeña como mediocampista y actualmente milita en el Universidad de Costa Rica de la Primera División de Costa Rica.

## Clubes
| Club                      | País       | Año               |
| ------------------------- | ---------- | ----------------- |
| Municipal Turrialba       | Costa Rica | 2011 - 2013       |
| San Carlos                | Costa Rica | 2013              |
| Universidad de Costa Rica | Costa Rica | 2015 - Actualidad |